# Chondroscaphe yamilethae
Chondroscaphe yamilethae är en orkidéart som beskrevs av Franco Pupulin. Chondroscaphe yamilethae ingår i släktet Chondroscaphe och familjen orkidéer.
Artens utbredningsområde är Costa Rica. Inga underarter finns listade i Catalogue of Life.